# Ведомственное спортивное общество
Ведомственные спортивные общества — спортивные организации в СССР, создаваемые для объединения служащих министерств и ведомств в целях повышения их физической и спортивной формы.

## История
После выхода декрета от 18 апреля 1918 г. «Об обязательном обучении военному искусству» и постановления Совета Рабоче-Крестьянской обороны «Об организации всеобщего военного обучения трудящихся» (Всевобуч) стали организовываться многочисленные спортивные кружки, общества и организации. В 1921 году их уже были десятки, если не сотни. Всевобуч существовал до 1923 года. В первой половине 1920-х годов были созданы спортивные организации «Муравей» (Москва и Московская губерния), «Спартак» (Петроград, Украина, Закавказье), «Красный джигит» (Средняя Азия), «Красный молодняк» («Червоны маладняк», Белоруссия), «Юный спартак» (школьные спортивные кружки), «Комсомольский спортивный флот» (Татария). В 1923 создано Московское пролетарское спортивное общество «Динамо».
C начала 1930-х годов в СССР было создано несколько десятков спортивных обществ. Практически каждое министерство имело «своё» общество.
Несмотря на это, спортивные общества, все фактически созданные при тех или иных министерствах и  ведомствах, имели условное деление на «ведомственные» и «добровольные».
Ведомственными спортивными обществами в СССР считались два общества, созданные при «силовых ведомствах», функционировавшие и финансировавшиеся в рамках существующей в указанных ведомствах административной структуры и бюджетного финансирования:
- «Динамо» (первоначально оно планировалось доступным для всех слоёв населения и называлось «Московское спортивно-пролетарское общество "Динамо"», но позднее оно превратилось в ведомственное общество Министерство внутренних дел СССР, ранее также объединявшее сотрудников органов НКВД СССР, НКГБ СССР, МГБ СССР, ОГПУ, по Уставу 1939 года именовалось «Всесоюзное физкультурно-спортивное ордена Ленина общество "Динамо"»).[4]
- Физкультурно-спортивное объединение Вооружённых сил[5] СССР (Министерство обороны СССР) — хотя оно и они не имело статуса спортивного общества, но в него входила целая сеть спортивных клубов, объединённых по ведомственному признаку:
  - Центральный спортивный клуб Армии (ЦСКА) — являлся крупнейшим спортивным клубом при Министерстве обороны СССР[5] (и, в дальнейшем, России);
  - Центральный спортивный клуб Военно-морского флота (ЦСК ВМФ);[6]
  - Центральный спортивный клуб Военно-воздушных сил (ЦСК ВВС);[6]
  - Спортивные клубы армии (СКА)[6][7].

Спортивные общества, также созданные по отраслевому принципу при прочих министерствах и ведомствах считались «добровольными» и имели в своём полном наименовании формулировку «добровольное спортивное общество» (или кратко «ДСО»), т. к. они создавались и функционировали не непосредственно в рамках самих министерств и ведомств, а при тех или иных профессиональных союзах (или объединениях профсоюзов) и финансировались за счёт средств профсоюзов, а также за счёт членских взносов членов ДСО.
Подробнее о добровольных спортивных обществах см. в ст. Добровольное спортивное общество.